# 滨海铁路局
滨海铁路局是1939年至1953年苏联滨海边疆区存在的一个铁路局。

## 历史
1939年，远东铁路局的四个铁路分局：鲁日诺（位于列索扎沃茨克的鲁日诺站）、伏罗希洛夫（今乌苏里斯克）、符拉迪沃斯托克、苏昌，独立出来组建了滨海铁路局。局机关驻伏罗希洛夫市。管辖线路1398km：
- 西伯利亚大铁路从符拉迪沃斯托克至波扎爾斯基區盧切戈爾斯克长455km
- 曼佐夫卡至霍羅利區普拉托诺夫卡
- 曼佐夫卡至雅科夫列夫卡區瓦尔福洛梅耶夫卡，长22km
- 纳霍德卡支线：从西伯利亚大铁路乌戈利纳亚站经苏昌至纳霍德卡站（俄语：Находка (станция)）。长171km
- 伏罗希洛夫站至格罗捷科沃站，长97km

主要运输的货物有：
- 煤炭：苏昌、阿尔乔姆、塔夫里昌卡（俄语：Тавричанское сельское поселение (Приморский край)）
- 水产品与罐头：广泛使用加冰车辆运输
- 原木与木材
- 水泥：斯帕斯克达利尼
- 糖：伏罗希洛夫市

1953年滨海铁路局并入远东铁路局。1957年，在伏罗希洛夫市的铁路局机关大楼用于创办滨海国立农学院。